# Névrome
 Mise en garde médicale
Une névrome (du grec Neuro- = « nerf  » et "-ome" = « tumeur ») est une croissance ou une tumeur bénigne sous-cutanée du tissu nerveux. Cette tumeur est constituée de fibres nerveuses plus ou moins anormales contenant ou pas de la myéline, d'origine congénitale (en dehors d'une variété de neurinome : le neurone d'amputation). Abusivement, ce terme est employé pour désigner les tumeurs siégeant sur les nerfs, quelle que soit leur structure (fibrome, sarcome). 